# Nadleśnictwo Syców
Nadleśnictwo Syców – jednostka organizacyjna Lasów Państwowych podległa Regionalnej Dyrekcji Lasów Państwowych w Poznaniu.
Nadleśnictwo położone jest w zasięgu województwa wielkopolskiego i dolnośląskiego na terenie trzech powiatów: oleśnickiego, ostrzeszowskiego i kępińskiego.